# Aleksandar Petrović
 Ovo je glavno značenje pojma Aleksandar Petrović. Za druga značenja pogledajte Aleksandar Petrović (redatelj).
Aleksandar Petrović (Šibenik, 16. veljače 1959.) je bivši hrvatski košarkaš, jugoslavenski i hrvatski reprezentativac te sadašnji trener. Trenutačno je na klupi brazilske košarkaške reprezentacije kao izbornik.
Igrajući na položaju beka, igrao je osamdesetih i početkom devedesetih godina 20. stoljeća.
Uspješan po šutevima iz daljine, osim kao Aco, ostao je poznat i pod nadimkom Aco Trica. 
Osobito je zaslužan za prelazak mlađeg brata Dražena u Cibonu iz Šibenke.

## Životopis i početci
Aleksandar Petrović rođen je u Šibeniku, 16. veljače 1959. godine kao prvo dijete Biserke i Jovana Petrović. Aleksandrova majka Biserka (rođ. Mikulandra) rodom je iz Bilica kraj Šibenika. Aleksandra počinju svi zvati "Aco". Njegov brat Dražen rođen je 1964. godine te je vremenom postajao bolji od Ace. Aco Petrović karijeru započinje kao junior matičnog kluba Šibenke. U Šibeniku igra od 1974. do 1976. kad klub u sezoni 1976. uvodi iz Hrvatske lige u Drugu Jugoslavensku ligu. 1976. godine odlazi u Zagreb, u Cibonu. Mlađi brat Dražen poginuo je u Njemačkoj, 7. lipnja 1993. godine. Aleksandar Petrović oženio se Jadrankom Petrović, 1985. godine, a s njome ima dvoje djece, kćerku Linu i sina Marka koji trenutačno igra za hrvatski košarkaški klub Goricu.

## Karijera

### Klupska karijera
U karijeri je igrao za Šibenik, Cibonu, Scavolini, Novi Zagreb i Basket Racing iz Luksemburga.

### Reprezentativna karijera
Nastupao je za reprezentaciju Jugoslavije. 

### Trenerska karijera
Vodio je Cibonu, Anwil Włocławek, Scafati Basket, Zadar, Cedevitu i druge. Osim toga bio je izbornik Bosne i Hercegovine te tri puta izbornik Hrvatske. Isto tako, 1992. godine bio je pomoćnik Petru Skansiju, tadašnjem izborniku Hrvatske. 23. ožujka 2016. po treći je put imenovan za hrvatskog izbornika. No, 15. rujna 2017., nekoliko dana nakon debakla Hrvatske na EP, Petrovićevo mjesto zauzima njegov bivši pomoćnik Ivica Skelin. Od kraja 2017. godine Aco trenira brazilsku košarkašku reprezentaciju.

## Vanjske poveznice
| Cibona Zagreb   | Cibona Zagreb |
| --------------- | --- |
|                 | |
| Dvorana         | Košarkaški centar Dražen Petrović \| Dom sportova                                                                      |
|                 | |
| Treneri         | Neven Spahija \| "Aco" Petrović \| Dražen Anzulović \| Velimir Perasović \| Željko Pavličević                          |
|                 | |
| Važne ličnosti  | Mirko Novosel |
|                 | |
| Poznati igrači  | Krešimir Ćosić \| Dino Rađa \| Franjo Arapović \| Dražen Petrović \| Alan Anderson \| Andro Knego \| Danko Cvjetičanin |
|                 | |
| Klupski nadimak | Vukovi s Tuškanca |
|                 | |
| Klupski slogan  | heja-heja cibosi |
|                 | |
| Vezani članci   | Muzejsko-memorijalni centar Dražen Petrović \| Mirkova cigara \| Međunarodna natjecanja                                |

| Cibona Zagreb   | Cibona Zagreb |
| --------------- | --- |
|                 | |
| Dvorana         | Košarkaški centar Dražen Petrović \| Dom sportova                                                                      |
|                 | |
| Treneri         | Neven Spahija \| "Aco" Petrović \| Dražen Anzulović \| Velimir Perasović \| Željko Pavličević                          |
|                 | |
| Važne ličnosti  | Mirko Novosel |
|                 | |
| Poznati igrači  | Krešimir Ćosić \| Dino Rađa \| Franjo Arapović \| Dražen Petrović \| Alan Anderson \| Andro Knego \| Danko Cvjetičanin |
|                 | |
| Klupski nadimak | Vukovi s Tuškanca |
|                 | |
| Klupski slogan  | heja-heja cibosi |
|                 | |
| Vezani članci   | Muzejsko-memorijalni centar Dražen Petrović \| Mirkova cigara \| Međunarodna natjecanja                                |